# جان فریس (شناگر)
جان فریس (به انگلیسی: John Ferris) (زادهٔ ۲۴ ژوئیهٔ ۱۹۴۹) شناگر اهل ایالات متحده آمریکا است.